# Sarah Sutton
Sarah Sutton (ur. 12 grudnia 1961 w Basingstoke) – brytyjska aktorka telewizyjna i dubbingowa. Jest ona znana przede wszystkim z roli Nyssy w brytyjskim serialu science-fiction pt. Doktor Who.

## Życiorys
Sutton w dzieciństwie uczyła się baletu. W wieku 11 lat w 1973 roku zagrała Alicję w serialowej ekranizacji Alicji w Krainie Czarów. Kilka lat później udało się jej uzyskać role w kolejnych ekranizacjach: Diana Purwell w The Moon Stallion (1978) czy Susannah Walcott w Czarownice z Salem (1980).
W latach 1981–1984 regularnie występowała w serialu science-fiction pt. Doktor Who jako Nyssa. Jej postać wystąpiła wraz z czwartym doktorem (Tom Baker), jak i z piątym (Peter Davison). Ostatnią historią w jakiej wystąpiła aktorka było Terminus, podczas którego pokazowo Sutton zdjęła spódnice. Skomentowała to później, że był to „gest pożegnania z fanami”.
Po odejściu z serialu, Sutton zrobiła sobie przerwę od zawodu, by skupić się na córce Hannah i mężu Andrewie.
W 1984 roku powróciła do roli Nyssy w Doktorze Who w historii The Caves of Androzani, podczas którego występuje tylko w scenie regeneracji, jako halucynacja. W 1989 r. aktorka wystąpiła w jednym w odcinków serialu BBC Na sygnale (Casualty) jako Sarah Dryden oraz w 1991 r. w Unnatural Pursuits jako Wendy.
W 1993 znowu powróciła do roli Nyssy w specjalnym odcinku charytatywnym na 30-lecie istnienia Doktora Who pt. Dimensions in Time, a od 1999 roku pojawiała się w produkcjach Big Finish Productions o Doktorze Who. W listopadzie 2013 wystąpiła w The Five(ish) Doctors Reboot, specjalnej komedii wyprodukowanej na 50-lecie istnienia Doktora Who.

## Filmografia
Źródło:

### Seriale
| Rok                   | Nazwa serialu         | Rola               | Uwagi                                  |
| --------------------- | --------------------- | ------------------ | -------------------------------------- |
| 1973                  | Menace                | Belinda            | odc. „Boys and Girls Come Out to Play” |
| 1973                  | Play for Today        | mała Lavinia       | odc. „Baby Blues”                      |
| 1975                  | Late Call             | Myra Longmore      | miniserial; 3 odcinki                  |
| 1975                  | Ten from the Twenties | Ina                | odc. „Aunt Tatty”                      |
| 1975                  | Oil Strike North      | Amanda Fraser      | odc. „Time of Hazard”                  |
| 1976                  | Westway               | Sue Harvey         | 5 odcinków                             |
| 1978                  | The Moon Stallion     | Diana Purwell      | 6 odcinków                             |
| 1981-1983; 1984; 1993 | Doktor Who            | Nyssa / Ann Talbot | 49 odcinków                            |
| 1989                  | Na sygnale            | Sarah Dryden       | odc. „Charity”                         |
| 1992                  | Unnatural Pursuits    | Wendy              | odc. „I’m the Author”                  |

### Filmy
| Rok  | Nazwa filmu                     | Rola             | Uwagi            |
| ---- | ------------------------------- | ---------------- | ---------------- |
| 1973 | Alice Through the Looking Glass | Alice            | film telewizyjny |
| 1980 | The Crucible                    | Susannah Walcott | film telewizyjny |
| 2000 | TravelWise                      | Sharon           | film video       |
| 2013 | The Five(ish) Doctors Reboot    | ona sama         | film telewizyjny |